# Fritillaria fusca
Fritillaria fusca är en liljeväxtart som beskrevs av William Bertram Turrill. Fritillaria fusca ingår i Klockliljesläktet och i familjen liljeväxter. Inga underarter finns listade.